# San Agustín Chayuco
San Agustín Chayuco là một đô thị thuộc bang Oaxaca, México. Năm 2005, dân số của đô thị này là 4514 người.